# Alexandre Delettre
Alexandre Delettre (Gonesse, 25 de octubre de 1997) es un ciclista profesional francés miembro del equipo Team TotalEnergies de categoría UCI ProTeam.

## Biografía
En 2017 obtuvo su primera victoria en la categoría amateur. Al año siguiente, ganó tres veces. Luego decidió unirse a VC Villefranche Beaujolais (DN1) en 2019, para tener un calendario de carreras más extenso. Buen rematador, contribuyó a la victoria final de su club en la Copa de Francia DN1 con una victoria en el Grand Prix de Cherves y dos podios. También ocupa el séptimo lugar en el campeonato de Francia sub-23, bajo los colores de su comité regional. Desde agosto, fue uno de los tres ciclistas seleccionados por Delko Marseille Provence para unirse al equipo como stagiaire (aprendiz/becario). Desde su primera carrera, se distinguió en el maillot sur con un cuarto puesto en Polynormande, ronda de la Copa de Francia profesional.
Alexandre finalmente se convierte en ciclista profesional a partir de 2021 con el equipo DELKO. Para su primer día de carrera en el pelotón profesional, se escapó en la primera etapa del Estrella de Bessèges. Al día siguiente, volvió a escaparse para defender su maillot de mejor escalador.

## Palmarés
- Aún no ha conseguido victorias como profesional.

## Resultados en Grandes Vueltas
| Carrera | Carrera         | 2021 | 2022 | 2023 | 2024 | 2025 |
| ------- | --------------- | ---- | ---- | ---- | ---- | ---- |
|         | Giro de Italia  | —    | —    | 89.º | —    | —    |
|         | Tour de Francia | —    | —    | —    | —    | 55.º |
|         | Vuelta a España | —    | —    | —    | —    | —    |

—: No participa

Ab.: Abandona

## Equipos
- Delko Marseille Provence (stagiaire) (2019)[6]
- DELKO (2021)
- Cofidis (2022-2023)
- Saint Michel-Mavic-Auber93 (2024)
- Team TotalEnergies (2025-)